# Apsolutna vrijednost broja
U matematici je apsolutna vrijednost ili modul realnog broja a izraz |a| koji određuje veličinu broja bez obzira na pozitivan ili negativan predznak. Na taj način apsolutna vrijednost broja x i broja -x iznosi x (npr. |1| = |- 1| = 1).

## Apsolutna vrijednost realnog broja
Pojam apsolutne vrijednosti, odn.modula broja koristi se negdje od 1806. godine, a uveo ga je francuski matematičar Jean-Robert Argand i to za apsolutnu vrijednost kompleksnog broja.
Za svaki realni broj a apsolutna vrijednost broja ili modul od a je definirana kao
{\textstyle |a|={\begin{cases}a,&{\mbox{ako }}a\geq 0\\-a,&{\mbox{ako }}a<0.\end{cases}}}
Apsolutna vrijednost broja a je uvijek pozitivna (slika desno) ili jednaka nuli, no nikada negativna. S gledišta analitičke geometrije apsolutna vrijednost broja je udaljenost od ishodišta duž samog brojevnog pravca, odnosno općenito iskazano apsolutna vrijednost razlike dva realna broja je njihova međusobna udaljenost što je ujedno sadržaj i jedne od definicija apsolutnog broja.
Definiramo li funkciju kvadratnog korijena kao pozitivan kvadratni korijen, apsolutnu vrijednost broja možemo odrediti i kao
{\displaystyle |a|={\sqrt {a^{2}}}}
izraz koji se nekada koristi i kao definicija apsolutne vrijednosti nekog broja.

## Svojstva

### Osnovna svojstva apsolutne vrijednosti realnog broja
Apsolutna vrijednost broja ima četiri osnovna svojstva:
{\displaystyle |a|\geq 0}
{\displaystyle |a|=0\iff a=0}
{\displaystyle |ab|=|a||b|\,}
{\displaystyle |a+b|\leq |a|+|b|}
(Posljednja dva svojstva slijede iz teorema o apsolutnoj vrijednosti zbroja i produkta.)

### Dodatna svojstva apsolutne vrijednosti realnog broja
Iz osnovnih svojstava apsolutne vrijednosti realnog broja slijede i neka dodatna svojstva:
{\displaystyle |a-b|=0\iff a=b}
{\displaystyle |a-b|\leq |a-c|+|c-b|}
{\displaystyle |a/b|=|a|/|b|{\mbox{ (ako }}b\neq 0)\,}
{\displaystyle |a-b|\geq ||a|-|b||}

## Apsolutna vrijednost kompleksnog broja
Kako kompleksni brojevi nisu skup brojeva uređen na brojevnom pravcu, osnovna definicija apsolutne vrijednosti broja koja vrijedi za realne brojeve, ne može se neposredno generalizirati i za kompleksne brojeve
Međutim izraz oblika
{\displaystyle |a|={\sqrt {a^{2}}}}
otvara i mogućnost definiranja apsolutne vrijednosti, odnosno modula kompleksnog broja. Za svaki kompleksni broj zadan kao
{\displaystyle z=x+iy,\,}
gdje su x i y realni brojevi, apsolutna vrijednost ili modul kompleksnog broja z označava se sa |z| i definirana je kao
{\displaystyle |z|={\sqrt {x^{2}+y^{2}}}.}
Na taj način je apsolutna vrijednost realnog broja x jednaka njegovoj apsolutnoj vrijednosti i ako se on razmatra kao kompleksni broj, odnosno:
{\displaystyle |x+i0|={\sqrt {x^{2}+0^{2}}}={\sqrt {x^{2}}}=|x|.}
Slično geometrijskoj interpretaciji apsolutne vrijednosti realnog broja, na temelju Pitagorina poučka slijedi da je apsolutna vrijednost kompleksnog broja njegova udaljenost u kompleksnoj ravnini od centra, odn. ishodišta kompleksne ravnine (slika desno). Još općenitija definicija kaže da je apsolutna vrijednost razlike dva kompleksna broja jednaka međusobnoj udaljenosti ta dva kompleksna broja u kompleksnoj ravnini.

### Svojstva apsolutne vrijednosti kompleksnog broja
Apsolutne vrijednosti kompleksnih brojeva dijele ista svojstva s apsolutnim vrijednostima realnih brojeva. Štoviše, ako je kompleksni broj određen kao
{\displaystyle z=x+iy=r(\cos \phi +i\sin \phi )\,}
onda je
{\displaystyle {\overline {z}}=x-iy}
konjugirano-kompleksna vrijednost broja z.
Tada se lako može vidjeti da vrijedi i 
{\displaystyle {\begin{aligned}|z|&=r,\\|z|&=|{\overline {z}}|\end{aligned}}}
{\displaystyle |z|={\sqrt {z{\overline {z}}}}} i
{\displaystyle |z|^{2}=z{\overline {z}}=x^{2}+y^{2}}.

## Funkcije

### Funkcija apsolutne vrijednosti realnog broja
Funkcija apsolutne vrijednosti je kontinuirana u cijelom području definicije. Ona je derivabilna svugdje izuzevši za x = 0.  Monotono je padajuća u intervalu (−∞, 0] i monotono rastuća u intervalu [0, ∞).

### Funkcija apsolutne vrijednosti kompleksnog broja
Funkcija apsolutne vrijednosti kompleksnog broja je kontinuirana u cijelom području definicije, no nigdje nije derivabilna iz razloga što narušava Cauchy-Riemannove jednadžbe.

## Značaj
Pojam apsolutne vrijednosti realnog, odnosno kompleksnog broja pojavljuje se u brojnim područjima ne samo matematike, već i fizike i u stanovitog broja tehničkih struka. Apsolutna vrijednost nekog broja usko je u svezi s kompleksnim brojevima i vektorima općenito, te poljima i vektorskim veličinama razmatranim unutar područja fizike i tehničkih struka (različite sile i polja, gibanja, fazori električnih napona i struja itd.)